# Grand Prix de Wallonie 1950
La 10e édition du Grand Prix de Wallonie a eu lieu le 26 avril 1950. Elle a été remportée par le Belge Joseph Verhaert.

## Classement final
Joseph Verhaert remporte la course en parcourant les 240 kilomètres en 6 h 41 min 24 s à la vitesse moyenne de 37,874 km/h.
| Classement final, | Classement final, | Classement final, | Classement final, | Classement final,  |
|                   | Coureur           | Pays              | Équipe            | Temps              |
| ----------------- | ----------------- | ----------------- | ----------------- | ------------------ |
| 1er               | Joseph Verhaert   | Belgique          | '                 | en 6 h 41 min 24 s |
| 2e                | Nello Sforacchi   | Italie            |                   | + 2 min 20 s       |
| 3e                | Eduard Van Ende   | Belgique          |                   |                    |
| modifier          |                   |                   |                   |                    |